# رسلان داشكو
رسلان داشكو (الروسية: Дашко, Руслан Сергеевич) مواليد 13 أغسطس 1996، هو لاعب كرة يد روسي يلعب كجناح أيمن. مثل منتخب روسيا لكرة اليد.

## سجل المنافسة
شارك في البطولات التالية:
- بطولة أوروبا لكرة اليد للرجال 2016